# 球豆蟹
球豆蟹（学名：Pinnotheres pilulus）为豆蟹科豆蟹属的动物。在中国大陆，分布于广东、海南岛等地，生活环境为海水，多见于与海笋共栖。